# Osserain-Rivareyte
Osserain-Rivareyte (Baskisch: Ozaraine-Erribareita) is een gemeente in het Franse departement Pyrénées-Atlantiques (regio Nouvelle-Aquitaine) en telt 221 inwoners (1999). De plaats maakt deel uit van het arrondissement Bayonne en ligt in de Baskische provincie Soule.

## Geografie
De oppervlakte van Osserain-Rivareyte bedraagt 6,5 km², de bevolkingsdichtheid is 34,0 inwoners per km².
De onderstaande kaart toont de ligging van Osserain-Rivareyte met de belangrijkste infrastructuur en aangrenzende gemeenten.

## Demografie
Onderstaande figuur toont het verloop van het inwonertal (bron: INSEE-tellingen).